# A Debreceni VSC 2014–2015-ös európaikupa-szereplése
A Debreceni VSC a 2014–2015-ös szezonban a 2013–2014-es magyar bajnokként az UEFA-bajnokok ligájába szerzett indulási jogot, ahol a 2. selejtezőkörében kezdte meg a szereplést. A Cliftonville ellen 2–0-s összesítéssel jutott tovább. A 3. selejtezőkörben a BATE Bariszav volt az ellenfél. Hazai pályán 1–0-s győzelem után idegenben az utolsó percekben kapott góllal a Debrecen 3–1-re kikapott, a Debrecen így átkerült az Európa-liga rájátszásba. Itt a svájci Young Boys volt az ellenfél, amely idegenben 3–1-re győzött, a visszavágón a Debrecen hazai pályán 0–0-t játszott. A Debrecen a rájátszásban kiesett, nem jutott be az Európa-liga csoportkörébe.

## UEFA-bajnokok ligája, 2. selejtezőkör
A magyar bajnokcsapat első mérkőzése az északír fővárosban, Belfastban, az északír bajnokság bajnokcsapata, a Cliftonville FC ellen volt. A magyar csapat utoljára a 2012–2013-as évben játszott a legrangosabb nemzetközi kupasorozatban, akkor szintén a 2. selejtezőkörben kapcsolódott be a küzdelmekbe.

### 1. mérkőzés
A Cliftonville FC a 2013–2014-es NIFL (északír labdarúgó-bajnokság) győzteseként vesz részt a küzdelemben, immáron negyedszerre nyerték meg hazájuk bajnokságát. A Debreceni VSC a 2013–2014-es OTP Bank Liga győztese, hetedszer ünnepelhették magyar bajnokként magukat. Mind az északír, mind a magyar bajnok kiemelt volt az első selejtezőkörben, így csak a másodikban kapcsolódtak be.
| 2014. július 15. 19.45 UTC |

| Cliftonville FC | 0–0         | Debreceni VSC |
| --------------- | ----------- | ------------- |
|                 | Jegyzőkönyv |               |

| Solitude Stadium, Belfast Nézőszám: 2 000 Játékvezető: Artur Soares Dias (portugál) |

| Cliftonville FC | Debreceni VSC |

Használt rövidítések (magyar rövidítés – angol rövidítés – poszt):
| - KA – GK – kapus - V – DF – hátvéd - S – SW – söprögető - JV – RB – jobb oldali védő - KV – CB – középső védő - BV – LB – bal oldali védő - JSZV – RWB – jobb szélső védő - BSZV – LWB – bal szélső védő | - KP – MF – középpályás - VKP – DM – védekező középpályás - BKP – LM – bal oldali középpályás - KKP – CM – középső középpályás - JKP – RM – jobb oldali középpályás | - JSZ – RW – jobb szélső - BSZ – LW – bal szélső - TKP – AM – támadó középpályás | - CS – ST, FW – csatár - JCS – RF – jobb oldali csatár - KCS – CF – középső csatár - BCS – LF – bal oldali csatár |

| CLIFTONVILLE FC: |    |                 |         |
|                  |    |                 |         |
| K                | 12 | Conor Devlin    |         |
| JV               | 23 | Tomas Cosgrove  |         |
| V                | 2  | Jamie McGovern  |         |
| V                | 5  | Johnny Flynn    |         |
| BV               | 15 | Eamonn Seydak   | 83'     |
| JKP              | 7  | Chris Curran    |         |
| VKP              | 3  | Ronan Scannell  |         |
| KTK              | 4  | Barry Johnston  |         |
| KTK              | 17 | Ryan Catney     |         |
| JTK              | 11 | Martin Donnelly | 51' 63' |
| CS               | 19 | Joe Gormley     | 90+2'   |
| Cserék:          |    |                 |         |
| K                | 1  | Ryan Brown      |         |
| V                | 8  | George McMullan | 83'     |
| KP               | 10 | Stephen Garrett | 63'     |
| KP               | 16 | Mark Smyth      |         |
| KP               | 18 | Jude Winchester |         |
| CS               | 26 | Ciaran Caldwell |         |
| CS               | 20 | Martin Murray   | 90+2'   |
| Vezetőedző:      |    |                 |         |
| Tommy Breslin    |    |                 |         |

| DEBRECENI VSC: |    |                      |       |
|                |    |                      |       |
| K              | 45 | Nenad Novaković      |       |
| JV             | 13 | Lázár Pál            |       |
| V              | 18 | Máté Péter           |       |
| V              | 17 | Mészáros Norbert     |       |
| BV             | 69 | Korhut Mihály        | 78'   |
| JKP            | 77 | Aleksandar Jovanović | 86'   |
| VKP            | 33 | Varga József         |       |
| KTK            | 8  | Selim Bouadla        |       |
| BKP            | 27 | Bódi Ádám            | 79'   |
| JCS            | 26 | Ibrahima Sidibe      |       |
| BCS            | 44 | Tisza Tibor          | 45+1' |
| Cserék:        |    |                      |       |
| K              | 1  | Vukašin Poleksić     |       |
| CS             | 4  | Joël Damahou         |       |
| KP             | 6  | Zsidai László        | 86'   |
| KP             | 10 | Rene Mihelič         | 79'   |
| V              | 24 | Igor Morozov         |       |
| KP             | 25 | Dušan Brković        |       |
| CS             | 88 | L´Imam Seydi         | 45+1' |
| Vezetőedző:    |    |                      |       |
| Kondás Elemér  |    |                      |       |

Asszisztensek:

Rui Tavares (portugál) (partvonal)

Alvaro Mesquita (portugál) (partvonal)

Negyedik játékvezető:

Paulo Batista (portugál)

#### Statisztika
| Összesen        | Cliftonville | Debrecen |
| --------------- | ------------ | -------- |
| Gól             | 0            | 0        |
| Összes támadás  | 6            | 12       |
| Lövés           | 6            | 11       |
| Kapura lövés    | 1            | 7        |
| Kapus védés     | 5            | 4        |
| Szöglet         | 6            | 4        |
| Les             | 2            | 3        |
| Szabálytalanság | 8            | 11       |
| Sárga lap       | 1            | 1        |
| Piros lap       | 0            | 0        |

### 2. mérkőzés
| 2014. július 22. 20.30 UTC+1 |

| Debreceni VSC          | 2–0               | Cliftonville FC |
| ---------------------- | ----------------- | --------------- |
| Mihelič 55' Sidibe 79' | (0–0) Jegyzőkönyv |                 |

| Nagyerdei stadion, Debrecen Nézőszám: 12 000 Játékvezető: Vlado Glodjović (szerb) |

| Debreceni VSC | Cliftonville FC |

Használt rövidítések (magyar rövidítés – angol rövidítés – poszt):
| - KA – GK – kapus - V – DF – hátvéd - S – SW – söprögető - JV – RB – jobb oldali védő - KV – CB – középső védő - BV – LB – bal oldali védő - JSZV – RWB – jobb szélső védő - BSZV – LWB – bal szélső védő | - KP – MF – középpályás - VKP – DM – védekező középpályás - BKP – LM – bal oldali középpályás - KKP – CM – középső középpályás - JKP – RM – jobb oldali középpályás | - JSZ – RW – jobb szélső - BSZ – LW – bal szélső - TKP – AM – támadó középpályás | - CS – ST, FW – csatár - JCS – RF – jobb oldali csatár - KCS – CF – középső csatár - BCS – LF – bal oldali csatár |

| DEBRECENI VSC: |    |                      |     |
|                |    |                      |     |
| K              | 45 | Nenad Novaković      |     |
| JV             | 77 | Aleksandar Jovanović |     |
| V              | 18 | Máté Péter           |     |
| V              | 17 | Mészáros Norbert     | 43' |
| BV             | 69 | Korhut Mihály        |     |
| JKP            | 10 | Rene Mihelič         |     |
| VKP            | 33 | Varga József         |     |
| KTK            | 55 | Szakály Péter        | 72' |
| BTK            | 27 | Bódi Ádám            | 80' |
| JCS            | 19 | Dalibor Volaš        |     |
| BCS            | 26 | Ibrahima Sidibe      | 83' |
| Cserék:        |    |                      |     |
| K              | 87 | Verpecz István       |     |
| KP             | 6  | Zsidai László        | 80' |
| V              | 13 | Lázár Pál            |     |
| V              | 14 | Vadnai Dániel        | 72' |
| KP             | 25 | Dušan Brković        |     |
| CS             | 44 | Tisza Tibor          | 83' |
| CS             | 88 | L´Imam Seydi         |     |
| Vezetőedző:    |    |                      |     |
| Kondás Elemér  |    |                      |     |

| CLIFTONVILLE FC: |    |                    |     |
|                  |    |                    |     |
| K                | 12 | Conor Devlin       | 45' |
| JV               | 23 | Tomas Cosgrove     | 56' |
| V                | 2  | Jamie McGovern     | 54′ |
| V                | 5  | Johnny Flynn       | 34' |
| BV               | 15 | Eamonn Seydak      |     |
| JKP              | 7  | Chris Curran       |     |
| VKP              | 3  | Ronan Scannell     |     |
| KTK              | 4  | Barry Johnston     |     |
| KTK              | 17 | Ryan Catney        | 81' |
| JTK              | 11 | Martin Donnelly    |     |
| CS               | 10 | Stephen Garrett    | 62' |
| Cserék:          |    |                    |     |
| K                | 1  | Ryan Brown         |     |
| V                | 8  | George McMullan    |     |
| KP               | 16 | Mark Smyth         | 56' |
| KP               | 18 | Jude Winchester    | 62' |
| CS               | 20 | Martin Murray      |     |
| KP               | 22 | Conall McGrandless |     |
| CS               | 26 | Ciaran Caldwell    | 81' |
| Vezetőedző:      |    |                    |     |
| Tommy Breslin    |    |                    |     |

Asszisztensek:

Dejan Petrović (szerb) (partvonal)

Dejan Potoćan (szerb) (partvonal)

Negyedik játékvezető:

Dejan Santrac (szerb)

#### Statisztika
| Összesen        | Debrecen | Cliftonville |
| --------------- | -------- | ------------ |
| Gól             | 2        | 0            |
| Összes támadás  | 22       | 5            |
| Lövés           | 19       | 4            |
| Kapura lövés    | 9        | 2            |
| Szöglet         | 8        | 1            |
| Les             | 2        | 1            |
| Szabálytalanság | 14       | 13           |
| Sárga lap       | 1        | 2            |
| Piros lap       | 0        | 1            |

Továbbjutott a Debreceni VSC, 2–0-s összesítéssel.

## UEFA-bajnokok ligája, 3. selejtezőkör
A debreceni csapat következő ellenfele már ismerős számukra, ugyanis a BATE Bariszav alakulatával 2012 augusztusában már találkoztak a 2012–2013-as Bajnokok Ligájában, szintén a 3. selejtezőkörben. Az akkori párharcot a fehérorosz együttes nyerte meg 3–1-es összesítéssel. Akkor a sorsolás alapján idegenben kezdett a magyar bajnok, idén a Nagyerdei stadionban lesz a párharc első mérkőzése.
A BATE Bariszav a 2013-as Visejsaja Liha (fehérorosz labdarúgó-bajnokság) győzteseként vesz részt a küzdelemben, immáron tizedszerre nyerték meg hazájuk első osztályát. Kiemeltként csak a második selejtezőkörben kapcsolódtak be a Bajnokok Ligája idei sorozatába, melyben a DVSC számára szintén ismerős albán bajnokcsapatot, a KF Skënderbeu Korçë-t verték ki a küzdelmekből.

### 1. mérkőzés
| 2014. július 29. 20.30 UTC+1 |

| Debreceni VSC         | 1 – 0               | FK BATE Bariszav |
| --------------------- | ------------------- | ---------------- |
| Sidibe 56' (11-esből) | (0 – 0) Jegyzőkönyv |                  |

| Nagyerdei stadion, Debrecen Nézőszám: 14 000 Játékvezető: Szymon Marciniak (lengyel) |

| Debreceni VSC | BATE Bariszav |

Használt rövidítések (magyar rövidítés – angol rövidítés – poszt):
| - KA – GK – kapus - V – DF – hátvéd - S – SW – söprögető - JV – RB – jobb oldali védő - KV – CB – középső védő - BV – LB – bal oldali védő - JSZV – RWB – jobb szélső védő - BSZV – LWB – bal szélső védő | - KP – MF – középpályás - VKP – DM – védekező középpályás - BKP – LM – bal oldali középpályás - KKP – CM – középső középpályás - JKP – RM – jobb oldali középpályás | - JSZ – RW – jobb szélső - BSZ – LW – bal szélső - TKP – AM – támadó középpályás | - CS – ST, FW – csatár - JCS – RF – jobb oldali csatár - KCS – CF – középső csatár - BCS – LF – bal oldali csatár |

| DEBRECENI VSC: |    |                      |         |
|                |    |                      |         |
| K              | 45 | Nenad Novaković      |         |
| JV             | 77 | Aleksandar Jovanović |         |
| V              | 18 | Máté Péter           |         |
| V              | 17 | Mészáros Norbert     |         |
| BV             | 69 | Korhut Mihály        |         |
| JKP            | 10 | Rene Mihelič         | 32'     |
| VKP            | 33 | Varga József         |         |
| TKP            | 6  | Zsidai László        |         |
| BKP            | 55 | Szakály Péter        | 80'     |
| JCS            | 19 | Dalibor Volaš        | 62'     |
| BCS            | 26 | Ibrahima Sidibe      | 51'     |
| Cserék:        |    |                      |         |
| K              | 1  | Vukašin Poleksić     |         |
| KP             | 8  | Selim Bouadla        | 80'     |
| V              | 14 | Vadnai Dániel        |         |
| KP             | 24 | Igor Morozov         |         |
| KP             | 27 | Bódi Ádám            | 32' 82' |
| CS             | 44 | Tisza Tibor          |         |
| CS             | 88 | L´Imam Seydi         | 62'     |
| Vezetőedző:    |    |                      |         |
| Kondás Elemér  |    |                      |         |

| BATE BARISZAV:         |    |                        |     |
|                        |    |                        |     |
| K                      | 16 | Sziarhej Csernyik      |     |
| JV                     | 42 | Makszim Volodko        |     |
| V                      | 21 | Egor Filipenko         |     |
| V                      | 14 | Anri Hagus             |     |
| BV                     | 33 | Gyenyisz Poljakov      |     |
| JKP                    | 8  | Alekszandr Volodko     | 81' |
| VKP                    | 23 | Edgar Olehnovics       |     |
| KTK                    | 62 | Mihail Gordejcsuk      | 61' |
| BKP                    | 9  | Ilia Alekszijevics     | 59' |
| JCS                    | 20 | Vitalij Rogyionov      |     |
| BCS                    | 13 | Nyikolaj Szihnyevics   |     |
| Cserék:                |    |                        |     |
| K                      | 30 | Germans Māliņš         |     |
| KP                     | 2  | DmitriJ Lihtarovics    |     |
| V                      | 3  | Vitalij Gajducsik      |     |
| KP                     | 7  | Aliakszandr Karnitszki | 81' |
| KP                     | 10 | Szergej Krivetsz       | 56' |
| KP                     | 17 | Alekszandr Pavlov      | 59' |
| CS                     | 22 | Filip Mladenović       |     |
| Vezetőedző:            |    |                        |     |
| Alekszandr Jermakovics |    |                        |     |

Asszisztensek:

Paweł Sokolnicki (lengyel) (partvonal)

Tomasz Listkiewicz (lengyel) (partvonal)

Negyedik játékvezető:

Paweł Raczkowski (lengyel)

#### Statisztika
| Összesen        | Debrecen | BATE |
| --------------- | -------- | ---- |
| Gól             | 1        | 0    |
| Összes támadás  | 12       | 10   |
| Lövés           | 10       | 6    |
| Kapura lövés    | 4        | 1    |
| Szöglet         | 5        | 4    |
| Les             | 0        | 1    |
| Szabálytalanság | 15       | 11   |
| Sárga lap       | 2        | 0    |
| Piros lap       | 0        | 0    |

### 2. mérkőzés
| 2014. augusztus 5. 20.30 UTC+2 |

| FK BATE Bariszav                         | 3–1               | Debreceni VSC         |
| ---------------------------------------- | ----------------- | --------------------- |
| Volodko 39' Rogyionov 66' Krivetsz 90+4' | (1–1) Jegyzőkönyv | 20' (11-esből) Sidibe |

| Borisov Arena, Bariszav Nézőszám: 10 000 Játékvezető: Stefan Johannesson (svéd) |

| BATE Bariszav | Debreceni VSC |

Asszisztensek:

Fredrik Nilsson (svéd) (partvonal)

Mehmet Culum (svéd) (partvonal)

Negyedik játékvezető:

 Mohammed Al-hakim (svéd)
Továbbjutott a BATE Bariszav, 3–2-es összesítéssel.

## Európa-liga, rájátszás
2014. augusztus 8-án a svájci Nyonban megtartott sorsoláson a magyar bajnokcsapat a következő klubok közül kaphatott ellenfelet: Lokomotiv Moszkva, Borussia Mönchengladbach, Villarreal, Sparta Praha és a svájci Young Boys. Végül a csapat számára már ismerős svájci alakulaton keresztül vezethet az út az Európa-liga csoportkörébe. 2008-ban már összesorsolták a két csapatot szintén az EL-ben, akkor a selejtezőben kerültek össze és a berni alakulat mindkét meccset megnyerte: 4–1-re és 3–2-re.

### 1. mérkőzés
| 2014. augusztus 21. 19.30 UTC+1 |

| Young Boys                       | 3–1                         | Debreceni VSC |
| -------------------------------- | --------------------------- | ------------- |
| Nuzzolo 26' Steffen 67' Frey 87' | (1–1) Jegyzőkönyv Részletek | 39' Sidibe    |

| Stade de Suisse, Bern Nézőszám: 8 000 Játékvezető: Tom Harald Hagen (norvég) |

| Young Boys | Debreceni VSC |

Használt rövidítések (magyar rövidítés – angol rövidítés – poszt):
| - KA – GK – kapus - V – DF – hátvéd - S – SW – söprögető - JV – RB – jobb oldali védő - KV – CB – középső védő - BV – LB – bal oldali védő - JSZV – RWB – jobb szélső védő - BSZV – LWB – bal szélső védő | - KP – MF – középpályás - VKP – DM – védekező középpályás - BKP – LM – bal oldali középpályás - KKP – CM – középső középpályás - JKP – RM – jobb oldali középpályás | - JSZ – RW – jobb szélső - BSZ – LW – bal szélső - TKP – AM – támadó középpályás | - CS – ST, FW – csatár - JCS – RF – jobb oldali csatár - KCS – CF – középső csatár - BCS – LF – bal oldali csatár |

| YOUNG BOYS:  |    |                     |     |
|              |    |                     |     |
| K            | 18 | Yvon Mvogo          |     |
| JV           | 3  | Florent Hadergjonaj |     |
| V            | 5  | Steve von Bergen    |     |
| V            | 21 | Alain Rochat        |     |
| BV           | 8  | Jan Lecjaks         |     |
| JKP          | 11 | Renato Steffen      | 86' |
| VKP          | 6  | Leonardo Bertone    | 70' |
| TKP          | 35 | Sekou Sanogo Junior |     |
| JCS          | 29 | Raphael Nuzzolo     |     |
| KCS          | 20 | Michael Frey        | 90' |
| BCS          | 10 | Moreno Costanzo     | 77' |
| Cserék:      |    |                     |     |
| K            | 1  | Marco Wölfli        |     |
| CS           | 7  | Samuel Afum         | 90' |
| KP           | 14 | Milan Gajić         |     |
| KP           | 22 | Gregory Wüthrich    |     |
| V            | 23 | Scott Sutter        |     |
| KP           | 30 | Adrian Nikci        | 86' |
| CS           | 31 | Yuya Kubo           | 77' |
| Vezetőedző:  |    |                     |     |
| Ulrich Forte |    |                     |     |

| DEBRECENI VSC: |    |                      |     |
|                |    |                      |     |
| K              | 1  | Vukašin Poleksić     |     |
| JV             | 77 | Aleksandar Jovanović |     |
| V              | 18 | Máté Péter           |     |
| V              | 17 | Mészáros Norbert     |     |
| BV             | 69 | Korhut Mihály        | 61' |
| JKP            | 27 | Bódi Ádám            |     |
| TKP            | 6  | Zsidai László        | 66' |
| TKP            | 33 | Varga József         |     |
| BKP            | 55 | Szakály Péter        |     |
| JCS            | 88 | L´Imam Seydi         | 74' |
| BCS            | 26 | Ibrahima Sidibe      |     |
| Cserék:        |    |                      |     |
| K              | 45 | Nenad Novaković      |     |
| KP             | 11 | Ferenczi János       |     |
| V              | 14 | Vadnai Dániel        |     |
| KP             | 21 | Ludánszki Bence      |     |
| V              | 24 | Igor Morozov         |     |
| KP             | 25 | Dušan Brković        |     |
| CS             | 70 | Kulcsár Tamás        | 74' |
| Vezetőedző:    |    |                      |     |
| Kondás Elemér  |    |                      |     |

Asszisztensek:

Dag-Roger Nebben (norvég) (partvonal)

Jan Erik Engan (norvég) (partvonal)

Negyedik játékvezető:

Dag Vidar Hafsås (norvég)

#### Statisztika
| Összesen        | Young Boys | Debrecen |
| --------------- | ---------- | -------- |
| Gól             | 3          | 1        |
| Összes támadás  | 18         | 5        |
| Lövés           | 16         | 4        |
| Kapura lövés    | 7          | 3        |
| Kapus védés     | 2          | 1        |
| Szöglet         | 8          | 4        |
| Les             | 1          | 1        |
| Szabálytalanság | 14         | 16       |
| Sárga lap       | 0          | 0        |
| Piros lap       | 0          | 0        |

### 2. mérkőzés
| 2014. augusztus 28. 20.30 UTC+1 |

| Debreceni VSC | 0–0         | Young Boys |
| ------------- | ----------- | ---------- |
|               | Jegyzőkönyv |            |

| Nagyerdei stadion, Debrecen Nézőszám: 7 000 Játékvezető: David Fernández Borbalán (spanyol) |

| Debreceni VSC | Young Boys |

Használt rövidítések (magyar rövidítés – angol rövidítés – poszt):
| - KA – GK – kapus - V – DF – hátvéd - S – SW – söprögető - JV – RB – jobb oldali védő - KV – CB – középső védő - BV – LB – bal oldali védő - JSZV – RWB – jobb szélső védő - BSZV – LWB – bal szélső védő | - KP – MF – középpályás - VKP – DM – védekező középpályás - BKP – LM – bal oldali középpályás - KKP – CM – középső középpályás - JKP – RM – jobb oldali középpályás | - JSZ – RW – jobb szélső - BSZ – LW – bal szélső - TKP – AM – támadó középpályás | - CS – ST, FW – csatár - JCS – RF – jobb oldali csatár - KCS – CF – középső csatár - BCS – LF – bal oldali csatár |

| DEBRECENI VSC: |    |                      |           |
|                |    |                      |           |
| K              | 45 | Nenad Novaković      |           |
| JV             | 77 | Aleksandar Jovanović |           |
| V              | 18 | Máté Péter           | 76'       |
| V              | 17 | Mészáros Norbert     | 46'       |
| BV             | 69 | Korhut Mihály        | 34'       |
| JKP            | 27 | Bódi Ádám            |           |
| TKP            | 6  | Zsidai László        | 31'       |
| TKP            | 33 | Varga József         | 84'       |
| BKP            | 14 | Vadnai Dániel        | 79' 72'   |
| JCS            | 70 | Kulcsár Tamás        | 65'       |
| BCS            | 26 | Ibrahima Sidibe      | 58'       |
| Cserék:        |    |                      |           |
| K              | 87 | Verpecz István       |           |
| KP             | 11 | Ferenczi János       | 79' 85'   |
| V              | 13 | Lázár Pál            |           |
| KP             | 21 | Ludánszki Bence      |           |
| V              | 24 | Igor Morozov         | 46' 90+4' |
| KP             | 25 | Dušan Brković        |           |
| CS             | 88 | L´Imam Seydi         | 65' 90′   |
| Vezetőedző:    |    |                      |           |
| Kondás Elemér  |    |                      |           |

| YOUNG BOYS:  |    |                     |       |
|              |    |                     |       |
| K            | 18 | Yvon Mvogo          |       |
| JV           | 3  | Florent Hadergjonaj |       |
| V            | 5  | Steve von Bergen    |       |
| V            | 21 | Alain Rochat        | 32'   |
| BV           | 8  | Jan Lecjaks         | 30'   |
| JKP          | 11 | Renato Steffen      |       |
| VKP          | 6  | Leonardo Bertone    |       |
| TKP          | 35 | Sekou Sanogo Junior |       |
| JCS          | 29 | Raphael Nuzzolo     | 90+1' |
| KCS          | 20 | Michael Frey        | 81'   |
| BCS          | 10 | Moreno Costanzo     | 67'   |
| Cserék:      |    |                     |       |
| K            | 1  | Marco Wölfli        |       |
| CS           | 7  | Samuel Afum         |       |
| KP           | 14 | Milan Gajić         |       |
| KP           | 22 | Gregory Wüthrich    | 67'   |
| V            | 23 | Scott Sutter        | 90+1' |
| KP           | 30 | Adrian Nikci        |       |
| CS           | 31 | Yuya Kubo           | 81'   |
| Vezetőedző:  |    |                     |       |
| Ulrich Forte |    |                     |       |

Asszisztensek:

Raul Cabanero Martinez (spanyol) (partvonal)

Jorge Canelo Prieto (spanyol) (partvonal)

Negyedik játékvezető:

Pedro Perez Montero (spanyol)

#### Statisztika
| Összesen        | Debrecen | Young Boys |
| --------------- | -------- | ---------- |
| Gól             | 0        | 0          |
| Összes támadás  | 12       | 7          |
| Lövés           | 9        | 5          |
| Kapura lövés    | 6        | 2          |
| Kapus védés     | 3        | 2          |
| Szöglet         | 6        | 0          |
| Les             | 6        | 3          |
| Szabálytalanság | 20       | 14         |
| Sárga lap       | 8        | 2          |
| Piros lap       | 1        | 0          |

Továbbjutott a Young Boys, 3–1-es összesítéssel.